# Rejon kretyngański
Rejon kretyngański (lit. Kretingos rajono savivaldybė) – rejon w północno-zachodniej Litwie.